# Chama Davies
Chama Davies (* 21. August 1964) ist ein sambischer Politiker der Patriotic Front (PF).

## Leben
Davies absolvierte ein Studium der Agrarwissenschaften, das er mit einem Diplom abschloss, und war danach als Agronom tätig. Er wurde nach der Wahl vom 11. August 2016 von Präsident Edgar Lungu als Vertreter der Patriotic Front (PF) für einen der acht vom Präsidenten zu vergebenden Sitze der Nationalversammlung Sambias benannt. Am 14. September 2016 berief ihn Präsident Lungu als Nachfolger von Richwell Siamunene auch zum Verteidigungsminister in dessen Kabinett.